# Venkovský dům čp. 47 (Kosičky)
Venkovský dům čp. 47 je obytný dům venkovské usedlosti v obci Kosičky. Pochází z konce 19. století. Dům byl v roce 2002 Ministerstvem kultury České republiky prohlášen za kulturní památku České republiky.

## Historie
Dům byl vybudován pravděpodobně ve 4. čtvrtině 19. století. Vzhledem k tomu, že byl v průběhu doby stavebně pozměněn jen v drobných detailech, byl v roce 2002 byl prohlášen nemovitou kulturní památkou.
Stavení stojí v centru obce Kosičky, v blízkosti návsi.

## Architektura

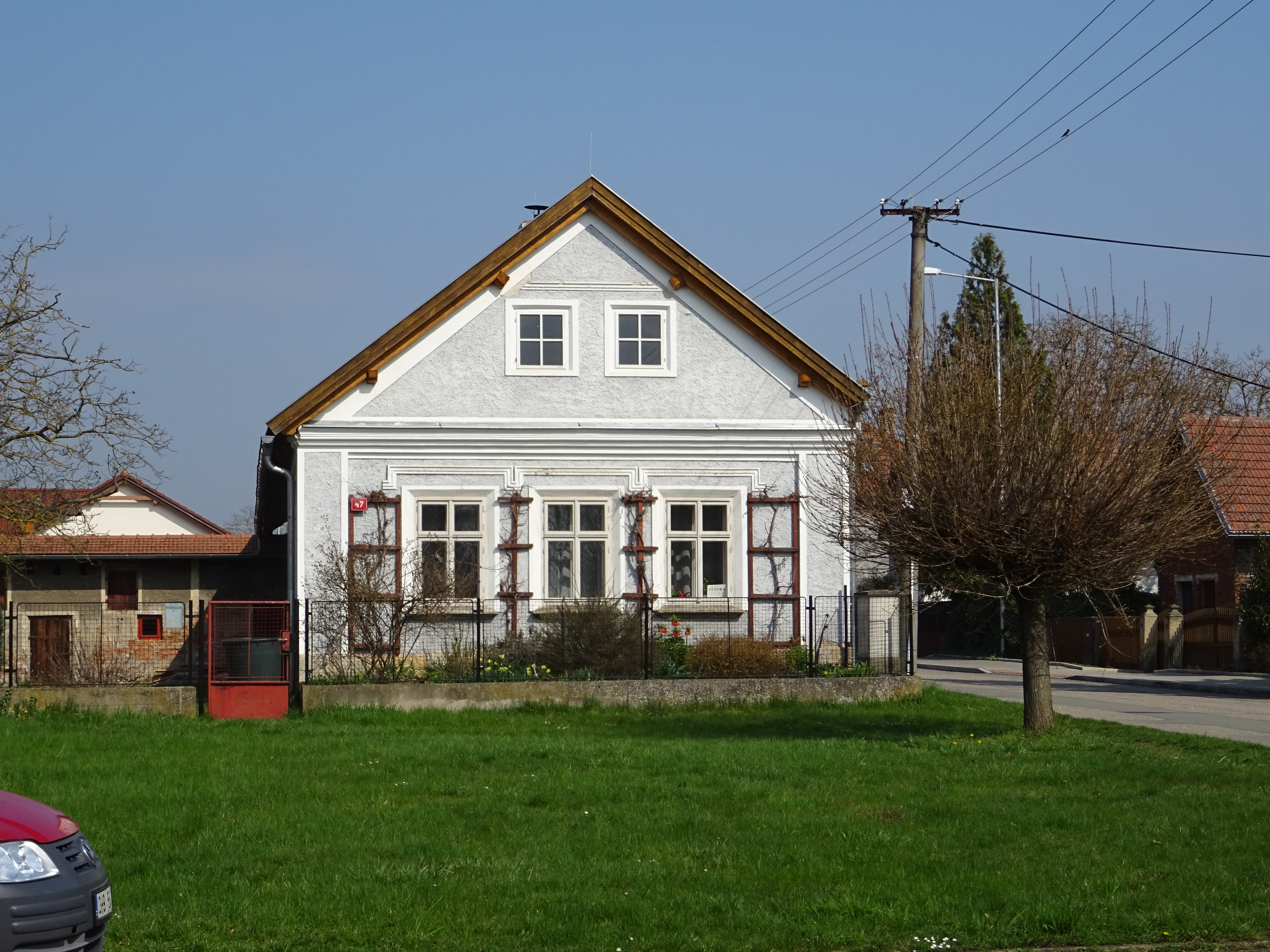
Průčelí s novogotickou římsou nad okny

Objekt stojí na podlouhlém obdélníkovém půdorysu a jižním štítem je orientován směrem do návsi. Dům je přízemní, se sedlovou střechou. Prostorová dispozice propojuje jižní obytnou a severní hospodářskou část domu do jedné hmoty. V hlavním průčelí jsou v přízemí tři čtyřkřídlá okna ve štukových šambránách, ve štítu pak dvě menší okna rovněž v šambránách. Stavení je pokryto šedou hrubou omítkou, členicí a dekorativní prvky jsou hladce omítané a bílé. Střecha je v jižním štítu zdobena vyřezávaným okřídlím. Ostatní fasády domu jsou řešeny spíše utilitárně.
Stavba je ukázkou vesnické architektury inspirované novogotikou. Tato inspirace je typická pro Pocidliní ve 2. polovině 19. století a je nepochybně ovlivněna pracemi architekta Josefa Míči na chlumeckém panství. Zatímco u některých vesnických staveb je inspirace poměrně výrazná (např. dům v Hrobičanech čp. 10 se stupňovitým obrysem štítu a novogotickým tvarem štítových okének), v případě domu čp. 47 v Kosičkách se inspirace projevuje jen průběžnou zalamovanou novogotickou římsou nad okny.